# Tmesisternus torridus
Tmesisternus torridus là một loài bọ cánh cứng trong họ Cerambycidae.